# シングルプレイヤーコンピュータゲーム
シングルプレイヤーコンピュータゲーム（英語: single-player video game）とは、ゲームプレイ全体を通してプレイヤーが1人のみのコンピュータゲームである。
「シングルプレイヤーゲーム」は通常1人のみで遊ぶ事のできるゲームを指すと同時に「シングルプレイヤーモード」という通常シングルプレイヤー（1人用）向けのゲームモードを指すこともあり、そういうゲームでは異なるモードで複数人のプレイヤーが遊ぶ事もできる。『Tennis for Two』、『スペースウォー!』、『Pong』といった黎明期のコンピュータゲームは2人用であり、1人用ゲームが人気を得ていったのは『スピードレース』や『スペースインベーダー』のヒットによるものだった。1978年には最初のMMORPG、別名MUDが製作された。1990年代初期にはマルチプレイヤーモード向けにLocal Area Networkとヌルモデムを活用した多くのゲームが登場した。そのようなゲームには『DOOM』がある。
大規模なシングルプレイヤーゲームの主なセールスポイントは興味をひくストーリーライン、印象的なグラフィック、リアリティのあるノンプレイヤーキャラクターと敵である。有名な例として『ゼルダの伝説』のようなアクションアドベンチャーゲーム、マリオシリーズやソニック・ザ・ヘッジホッグシリーズのようなプラットホームゲーム、『メタルギア』のようなステルスゲーム、『バイオハザード』や『サイレントヒル』のようなサバイバルホラー、『DOOM』や『Half-Life』、『『Deus Ex』のようなファーストパーソン・シューターがある。小規模なゲームのセールスポイントは学習曲線とプレイのしやすさ（多くのタイトルはいくつかのサイトで無料で遊べる）である。
本質的にデザインにおいてシングルプレイヤーを重視している特定のゲームジャンルもあり、そのようなジャンルとして『テトリス』のようなパズルゲーム、『ドラゴンクエスト』や『ファイナルファンタジー』のようなプロットベースのロールプレイングゲーム（RPG）が挙げられる。これらのジャンルに加え、テトリスのオンラインマルチプレイヤーバージョンのようなMORPGがあり、このトレンドを戻す役割を果たしている。
今時のコンシューマーゲームやアーケードゲームの圧倒的多数はシングルプレイヤーで遊べるように開発しているが、これらのゲームの多くはまた2人以上で遊べるためのモード（同時プレイとは限らない）も用意しており、2人以上のプレイヤーが絶対必要なゲームとしては『Unreal Tournament』などがあるが、非常に少ない。